# Mary Terezinha
Mary Terezinha Cabral Brum (Tupanciretã, 30 de março de 1946 — Porto Alegre, 30 de junho de 2025), mais conhecida como Mary Terezinha, foi uma cantora, compositora e acordeonista brasileira. Ficou famosa na década de 1960 com a dupla que fez com Vítor Mateus Teixeira, o Teixeirinha. Mesmo após a separação da dupla, em 1984, Mary continuou sua carreira solo.

## Biografia
Muito conhecida no Rio Grande do Sul, Mary costumava tocar canções de Vitor Mateus Teixeira, o Teixeirinha, e por isso foi apelidada inicialmente de "Teixeirinha de Saias" e também era conhecida como "A Menina da Gaita".
Em 1960, aos 13 anos, conheceu Teixeirinha, com quem teria uma relação amorosa e uma carreira por 24 anos. Teve dois filhos com Teixeirinha,  Alexandre e  Liane Teixeira.
Com ele gravou diversos LPs e participou de vários filmes. Em todos eles foi protagonista, ao lado de Teixeirinha. Algumas trilhas sonoras eram interpretadas pelos dois, entre as quais: "Ela Tornou-se Freira", "Casalzinho Violento", "O Afilhado", entre outras.
Gravou a milonga "Gauchinha Fronteirista" e o arrasta-pé "Sou Levada", ambas de autoria do casal.
Em 1978, gravou o LP: "Mary Terezinha", lançado pela gravadora Continental. No mesmo ano, começou a se afastar de Teixeirinha, o que ocorreu de forma definitiva em janeiro de 1984, deixando um bilhete fatal: "Não me farei mais presente ao seu lado".  Ao ler o bilhete, o cantor sofreu um infarto que, felizmente, não o matou. No dia 22 de dezembro de 1984, casou-se com o mentalista Ivan Trilha, na cidade de São Borja, estado do Rio Grande do Sul. Seu casamento com Ivan Trilha durou menos de cinco anos e terminou em 19 de junho de 1989.
Em 1992, fora dos holofotes da mídia, lançou o livro "A Gaita Nua", sua autobiografia, no qual conta em detalhes os anos que passou ao lado de Teixeirinha. Em 1997, Mary Terezinha converteu-se à Igreja do Evangelho Quadrangular. A partir de então, passou a cantar músicas relacionadas com o novo credo, especializando-se no gênero gospel.
Como missionária cristã evangélica, a “menina da gaita” continuou percorrendo o Rio Grande do Sul e o Brasil, agora levando mensagens de fé. No início dos anos 2000, gravou dois CDs: “Mari Terezinha” e “A serviço do Rei”, ambos com músicas de sua autoria cantadas ao som do eterno companheiro acordeom. Passou a escrever seu nome sem a letra Y no final, Mari Terezinha. Seus discos louvam Deus e Cristo, em linguagem simples e com ritmos já consagrados, tais como o xote e a vaneira. No primeiro CD, Mary dedica uma faixa ao testemunho de sua conversão. Durante alguns minutos, ela conta como foram os difíceis anos depois do divórcio de Teixeirinha e de que forma ela converteu-se à doutrina evangélica.
Em 2005, em entrevista à TV, Mary Terezinha falou dos anos em que conviveu ao lado de Teixeirinha. Foi no especial “Teixeirinha, o Gaúcho Coração do Rio Grande”, produzido pela RBS TV, em memória dos 20 anos da morte do cantor. Ela falou dos momentos difíceis e felizes ao lado do “Rei do Disco”. Em entrevista ao jornal Zero Hora, em 2006, ela revelou: “Não interessa o passado. Sou outra. Sou uma nova criatura. Não quero falar. O passado já se foi, agora quero viver o agora".
No dia 30 de junho de 2025, Mary faleceu. A notícia foi publicada em seu perfil no Facebook. Segundo a filha, Mary morreu assistindo televisão, a causa do óbito não foi informada. A cerimônia de despedida acontecerá na Capela Premium do Cemitério João XXIII, na capital Porto Alegre.

## Discografia
- 1967 - "Valsa das Flores"
- 1969 - "O Melhor do Desafio" - Teixeirinha & Mary Terezinha
- 1970 - "Minha Mensagem"
- 1975 - "Sou Gaúcha"
- 1976 - "Mary Terezinha"
- 1979 - "Mary Terezinha volume 2"
- 1981 - "Amiga"
- 1982 - "Dez desafios inéditos - Teixeirinha & Mary Terezinha"
- 1985 - "Grande Mary Terezinha"
- 1989 - "A Rainha"
- 2000 - "Mary Terezinha Está de Volta"
- 2005 - "Serva de Deus"
- 2008 - "Quando eu abro esta sanfona"
- 2010 - "Minha Jornada"
- 2013 - A Serviço do Rei"

## Filmografia
- 1967 - Coração de Luto
- 1969 - Motorista sem limites
- 1972 - Ela Tornou-se Freira
- 1973 - Teixeirinha 7 Provas
- 1974 - O Pobre João
- 1976 - Na Trilha da Justiça
- 1976 - Carmen a Cigana
- 1976 - A Quadrilha do Perna Dura
- 1978 - Meu Pobre Coração de Luto
- 1978 - Gaúcho de Passo Fundo
- 1979 - Tropeiro Velho
- 1981 - A Filha de Iemanjá